# Philodromus longiductus
Philodromus longiductus este o specie de păianjeni din genul Philodromus, familia Philodromidae, descrisă de Charles Denton Dondale și Redner, 1969.
Este endemică în Costa Rica. Conform Catalogue of Life specia Philodromus longiductus nu are subspecii cunoscute.